# Напад НОВЈ на Сански Мост октобра 1943.
Након повратка Четврте крајишке дивизије из Далмације, где је учествовала у одбрани Сплита, Пети крајишки корпус НОВЈ преузео је иницијативу у своје руке. Снаге под командом 15. брдског корпуса (373. дивизија и 3. брдски здруг НДХ) више пута су тучене на комуникацијама и у гарнизонима. Овим дејствима главнина снага 15. корпуса присељена је на одбрану Бањалуке, Приједора и унске комуникације, чиме је гарнизон Сански Мост остао изолован.
Главнина Четврте крајишке дивизије (6. и 8. бригада) и 13. бригада Десете крајишке дивизије, са Санским и Подгрмечким одредом и Ударним батаљоном Дрварског одреда, извршиле су ноћу 20/21. октобра 1943. напад на осовински гарнизон Сански Мост и ослободиле град. Услед деморализације и свести да им неће бити упућена помоћ, гарнизон је пружио слаб отпор и савладан је у једносатној борби. Том приликом предала се главнина 3. горске пуковније НДХ.
Према извештају штаба Петог корпуса, у Санском Мосту заробљено је 1100 војника и 28 официра, док је 70 погинуло. Заплењено је 906 пушака, 5 топова, 66 пушкомитраљеза, 6 тешких митраљеза и три вагона муниције. У борби је погинуло 5, а рањено 12 бораца 4. дивизије. Према извештају команданта 373. дивизије команданту 15. брдског корпуса, изгубљено је 1000 људи и 5 артиљеријских оруђа.
Након низа неуспеха 15. корпуса, на захтев команданта Групе армија Ф фелдмаршала фон Вајхса 24. октобра смењен је командант 15. брдског корпуса Рудолф Литерс. На чело корпуса ступио је 29. октобра генераллајтнант Ернст Лејзер.
Снаге 15. брдског корпуса успеле су да стабилизују своју одбрану доласком 264. дивизије крајем октобра, тако да до очекиваних непосредних напада на Приједор и Бањалуку није дошло. Бањалука је нападнута крајем децембра 1943. у такозваној Првој бањалучкој операцији.
У ослобођеном Санском Мосту одржано је 30. јуна/2. јула 1944. друго заседање Земаљског антифашистичког већа народног ослобођења Босне и Херцеговине.